# Aczelia argentina
Aczelia argentina là một loài ruồi trong họ Asilidae. Aczelia argentina được Wulp miêu tả năm 1882. Loài này phân bố ở vùng Tân nhiệt đới.